# Civilizations (roman)
Pour les articles homonymes, voir Civilization.
Ne doit pas être confondu avec Civilisation (roman).
Civilizations est le troisième roman de l'auteur français Laurent Binet, publié le 14 août 2019 aux éditions Grasset. Le roman adopte la forme de l'uchronie : il se déroule sur plusieurs siècles et se sépare de la réalité historique en établissant que les conquistadors espagnols n'ont jamais trouvé les Amériques et qu'à l'inverse l'empereur inca Atahualpa débarque en 1531 en Europe où il va asseoir son pouvoir.
Il reçoit le 31 octobre 2019 le Grand prix du roman de l'Académie française, ainsi que le prix Sidewise 2021.

## Résumé

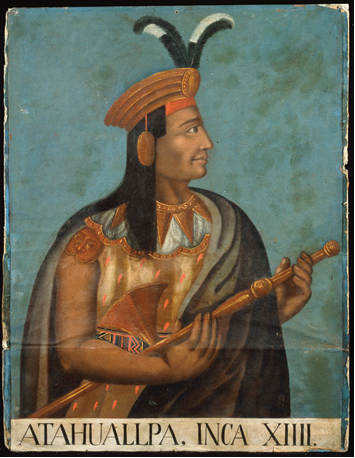
L'empereur inca Atahualpa, peint par un anonyme au XVIe siècle.

Vers l'an mille, Freydis Eiriksdottir, fille d'Erik le Rouge, quitte le Groenland pour les Amériques où elle rencontre les populations locales, qu'elle appelle Skrælings. Lors de ce voyage qui passe par Chichén Itzá, les Groenlandais transmettent à la fois leur savoir du fer et des anticorps, que vont développer les locaux après avoir été affectés, jusqu'à en mourir, par des maladies. Des siècles plus tard, en 1492, Christophe Colomb et son expédition sont faits prisonniers par les Taïnos, gouvernés par la reine Anacaona et le roi Cahanaboa, et meurent sur l'île d'Hispaniola sans pouvoir révéler en Europe l'existence d'un nouveau continent. Vers 1530, poursuivi par son demi-frère Huascar, qui veut le tuer afin de régner, l'inca Atahualpa, ses soldats et sa cour se réfugient chez les Taïnos avant d'embarquer sur l'océan Atlantique et de partir vers l'est. Après la traversée, ils atteignent Lisbonne le 26 janvier 1531, ville qui vient juste de subir un séisme dévastateur et meurtrier.

## Forme et développement
Le roman est structuré en quatre parties : La saga de Freydis Eriksdottir, Le journal de Christophe Colomb (fragments), Les chroniques d’Atahualpa et Les aventures de Cervantès. Cette dernière partie se veut, selon Laurent Binet, un pastiche de Don Quichotte, articulé autour de la bataille de Lépante en 1571.

## Personnages
- Atahualpa
- Freydis Eiriksdottir : exploratrice et fille du Viking Erik le Rouge
- Christophe Colomb
- Cervantès
- Huascar
- Anacaona
- Charles Quint
- Quizquiz
- Pedro Pizarro
- Lorenzino de Médicis
- Ferdinand Ier
- Chalco Chimac
- Martin Luther
- Philippe Mélanchthon

## Inspiration
Pour son projet de roman, qu'il a soumis à Olivier Nora, PDG de Grasset, Laurent Binet s'est appuyé sur l'idée de l'historien français Patrick Boucheron qu’« au XVe siècle d'autres mondialisations étaient possibles,, ». La conception du roman s'est imposée à lui après la visite d’une exposition au musée du quai Branly consacrée au conquistador espagnol Francisco Pizarro et à l’empereur inca Atahualpa, en 2015, puis après un voyage à Lima,. Dans la capitale du Pérou, Laurent Binet visite de nombreux musées et devient fasciné par les cultures précolombiennes. En rentrant en France, il se fait offrir et lit De l'inégalité parmi les sociétés de Jared Diamond, dont une partie évoque la rencontre d'Atahualpa et de Pizarro à Cajamarca.
Mais l'auteur précise qu'il avait aussi en tête la tactique d'un autre conquistador espagnol du XVIe siècle, Hernán Cortés, qui a «  cherché des alliés parmi les ennemis des Aztèques ». Ainsi Laurent Binet a recensé des équivalents parmi les ennemis de Charles Quint : « À l'extérieur François Ier et à l'intérieur les populations opprimées [...] comme les Juifs, les Morisques… »
Il a été également influencé par une nouvelle contenue dans L'Oranger de l'auteur mexicain Carlos Fuentes. Le titre du livre fait référence à Civilization, une série de jeux vidéo de stratégie, dont l'objectif est la conquête du monde, de la préhistoire à nos jours, à travers différentes stratégies. Si bien que Le Monde des religions, dressant un parallèle avec le jeu conçu par le game designer Sid Meier, estime que « Laurent Binet invente l'adaptation d'un jeu vidéo en livre ».

## Publication

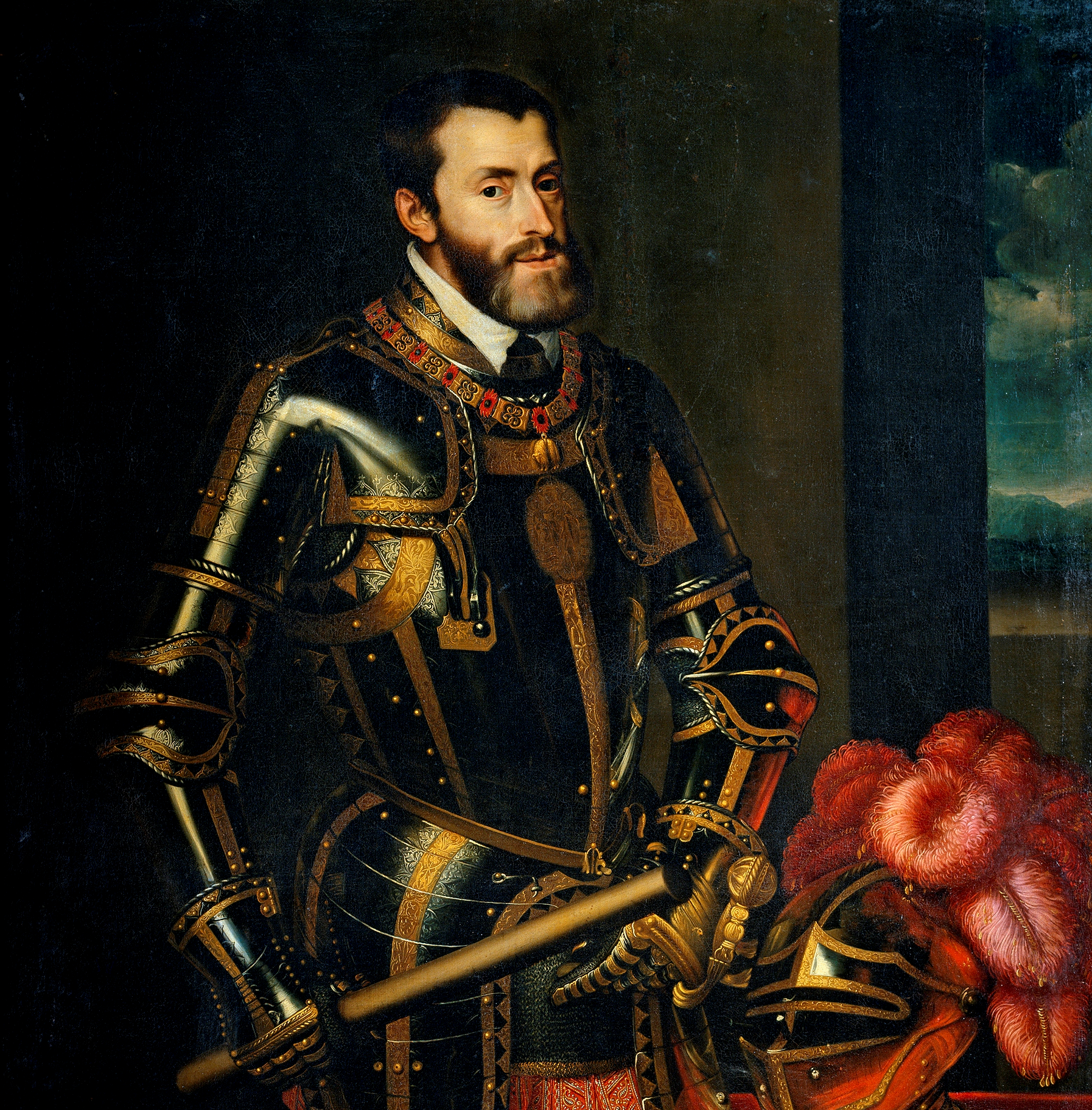
L'Empereur Charles V, de Juan Pantoja de la Cruz.

Le roman, qui sort en France le 14 août 2019, fait partie des œuvres publiées par Grasset pour sa rentrée littéraire, parmi Rouge impératrice de Léonara Miano, Une joie féroce de Sorj Chalandon et Orléans de Yann Moix. Sa couverture représente la peinture L'Empereur Charles V (1605) — mentionnée « Charles de Habsbourg dit Charles Quint » dans la deuxième de couverture — par Juan Pantoja de la Cruz, peintre de cour de l'école espagnole. À un détail près, le visage de Charles Quint, un des principaux protagonistes a été flouté. Un visuel qui fait référence à la modification du passé historique dans le roman.
En septembre 2019, sa sortie était prévue dans une douzaine de pays qui en avaient acquis les droits. Le roman paraît en anglais le 15 avril 2021 sous le titre Civilisations (sans le z du titre français) aux éditions Harvill Secker. La traduction est de Sam Taylor. 
Le roman sort en poche le 19 août 2020 dans la collection Livre de Poche. 

## Réception critique
À la sortie du roman, les critiques sont plutôt positives dans les médias français. Pour France Culture, cette « odyssée picaresque [...] invite le lecteur à une expérience de pensée qui donne la part belle à la civilisation Inca et au pouvoir de la littérature ». Pour Le Monde, « le roman mobilise les ressources de l’humour, au service d’une méditation mélancolique sur l’histoire ». Plus mitigé sur la partie consacrée à Christophe Colomb, Libération estime que le livre offre « une autre manière de regarder les colonisations et les legs culturels ». De son côté, l'AFP, dans une dépêche sur la rentrée littéraire 2019, estime que le roman « à la fois érudit et espiègle, est un régal de lecture et laisse entrevoir qu'un autre monde est toujours possible ». Un mois plus tard, la même agence nuance ses propos en écrivant que Civilizations « est érudit (trop parfois) et drôle (souvent) ».
Dans sa traduction anglaise, le roman est considéré comme « très amusant » par le quotidien britannique The Guardian. Pour la revue Literary Review, les deux premières parties sont plus faibles que les deux dernières, mais « aucune de ces maladresses ne sont la faute du traducteur, Sam Taylor, qui s'applique bien à montrer les variations dans les différents points de vues narratifs adoptés par Binet ». Tout aussi mesuré, le Financial Times estime que Civilizations « abonde d'idées audacieuses, mais a du mal à en relier certaines ».

## Analyse
Dans la revue AOC, Françoise Lavocat, professeure de littérature comparée à l'université Paris 3 – Sorbonne nouvelle, fait une analyse de l'œuvre titrée « Contrefactuel et eutopie – à propos de Civilizations de Laurent Binet ». Elle constate que l'Europe dominée par les Incas possède « de faux airs d’utopie socialiste, à ceci près que l’empereur inca, disciple de Machiavel, se garde bien d’être républicain ». Elle estime surtout que Civilizations dépeint « les conditions auxquelles pourrait ou aurait pu exister un monde possible où les conflits religieux seraient à peu près jugulés ». Pour le magazine Usbek & Rica, le roman reprend à son compte les théories énoncées en 1997 par le géographe et biologiste américain Jared Diamond dans son livre De l'inégalité parmi les sociétés, à savoir « trois facteurs qui avaient, selon lui, fourni un avantage décisif aux Européens : la maîtrise du fer, la domestication des chevaux et le rôle des anticorps ». Mais pour l'historienne Michelle Perrot, « l'inégalité de développement » entre les civilisations inca et européenne fait que le récit développé par Laurent Binet relève de la « fantaisie ».

## Ventes
Une semaine après sa sortie en France, le roman de Laurent Binet se classait à la dixième place des meilleures ventes de fiction. Dans le même laps de temps, il se situait à la troisième place parmi les romans sortis le 14 août, derrière Tous les hommes n'habitent pas le monde de la même façon de Jean-Paul Dubois, qui obtient le prix Goncourt 2019, et Une joie féroce de Sorj Chalandon. Fin octobre 2019, Civilizations s'était vendu à 20 000 exemplaires, selon l’institut Gfk, cité par le magazine professionnel Livres Hebdo. En juin 2020, 100 000 exemplaires du roman s'étaient écoulés.

## Distinctions
Le jeudi 31 octobre, Civilizations remporte le Grand prix du Roman de l'Académie française. Le roman est finaliste du prix avec L'Île du dernier homme, de Bruno de Cessole (Albin Michel) et Jour de courage, de Brigitte Giraud (Flammarion). Laurent Binet, qui reçoit 10 000 € liés à ce prix, est choisi au quatrième tour par 10 voix, contre 8 pour Bruno de Cessole,. « Je suis très heureux pour mon livre. […] C’est toujours une chance d’avoir un prix, une opportunité pour accroître la visibilité d'un livre », déclare l'auteur, alors âgé de 47 ans. L'AFP remarque que pour un « homme résolument de gauche », Laurent Binet a reçu le prix d'une institution « souvent présentée comme un temple du conservatisme ».
Par ailleurs, les éditions Grasset n'attendent pas la proclamation officielle du vainqueur par l'Académie française pour annoncer le prix sur leur compte Twitter, comportement jugé « peu élégant » par un académicien.
À l'international, la traduction du roman en langue anglaise par Sam Taylor (en) remporte le prix Sidewise 2021, qui récompense la meilleure uchronie de l'année.

## Projet d'adaptation
Dans une interview au Journal du dimanche, en juin 2020, l'homme d'affaires Matthieu Pigasse, annonce que les droits d'adaptation du roman pour une série télévisée ont été acquis par le studio Mediawan et Simon Istolainen, producteur des films de Kheiron. La production serait associée à un partenaire américain.